# René Janssen

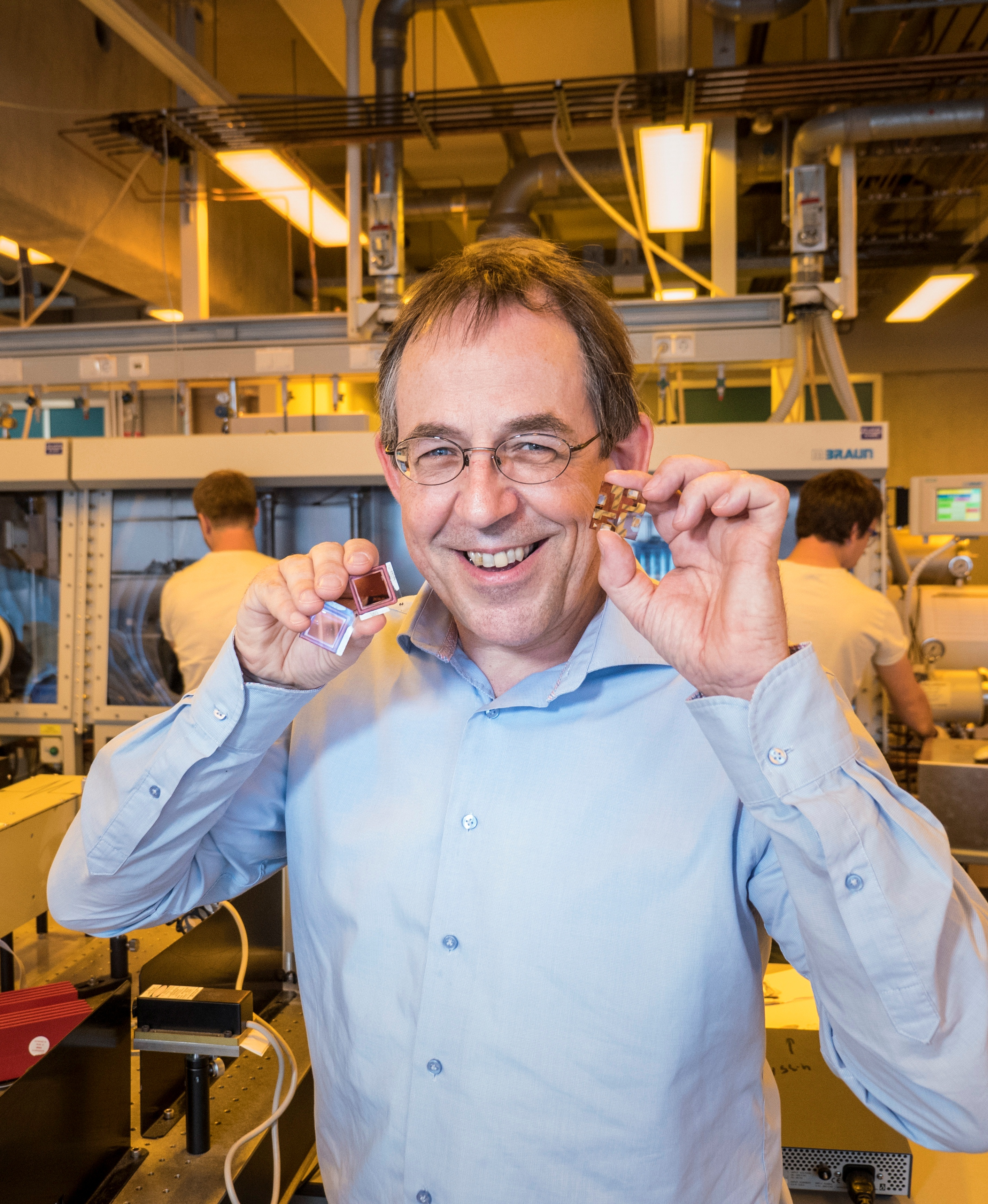
René Janssen (2015)

R. A. J. „René“ Janssen (* 1959 in Roermond) ist ein niederländischer Materialwissenschaftler. 
Janssen wurde 1987 an der Technischen Universität Eindhoven bei Henk M. Buck mit der Arbeit A single crystal ESR and quantum chemical study of phosphorus centered radicals promoviert. Als Post-Doktorand war er bei Alan Heeger an der University of California, San Diego (der als Pionier auf dem Gebiet leitfähiger Polymere den Nobelpreis erhielt) und danach wieder in Eindhoven, wo er 2000 Professor wurde und den Lehrstuhl für molekulare Materialien und Nanosysteme hat. 2013 wurde er dort Universitäts-Hochschullehrer in der Fakultät für Angewandte Physik.
Janssen befasst sich mit organischen Halbleitern zum Beispiel für Solarzellen (Polymersolarzellen) und für die Speicherung von Sonnenenergie.
Er gewann zweimal den Preis für junge Chemiker der NWO und 2015 den Spinoza-Preis. 2011 wurde er Mitglied der Königlich Niederländischen Akademie der Wissenschaften. 2013 erhielt er einen ERC Advanced Grant.